# Étienne Mallemans de Messanges
Étienne Mallemans de Messanges, baptisé à Beaune le 25 octobre 1645 en la paroisse Saint-Pierre, et mort à Paris en le 6 avril 1716, est un versificateur français.

## Biographie
Frère du physicien Claude (1653-1723) et de l’auteur et traducteur Jean, Étienne Mallemans s’est fait une réputation par sa facilité à versifier, notamment son Défi des Muses, recueil de trente sonnets moraux, composés en trois jours, sur quatorze bouts-rimés qu’il remplit de trente manières différentes, que lui avait proposés la duchesse Anne-Louise de Bourbon-Condé.

## Œuvres
- Le Défi des Muses, 1701
- Discours sur la naissance de Mgr le duc de Bretagne
- Ode sur la naissance de Mgr le prince des Asturies, présentée à Mgr. le duc de Bourgogne
- Pièces diverses sur l’arrivée de Philippe V à la couronne d’Espagne
- Recueil de diverses pièces de poésie, contenant : un sonnet sur la paix ; une ode sur le reste d'ennemis qui tarde à faire la paix et sur la prise de Landau ; une ode sur le siège de Fribourg ; une ode sur la grossesse de Mme la duchesse de Berry, et l’acrostiche de cette princesse
- Sur la fermeté du Roy dans sa maladie, sonnet

## Référence
- Joseph-François et Louis-Gabriel Michaud, Biographie universelle, ancienne et moderne, Paris, Michaud, 1811-1862.